# Felsődobszai vízerőmű
A felsődobszai vízerőmű a Hernád folyó magyarországi szakaszán – a gibárti után – a másodikként megépült vízerőmű. A gibárti vízerőműtől a vízfolyás irányában megközelítőleg 11,5 km-re létesült.

## Leírás
1906-ban egy helyi földbirtokos, Dr. Bárczay Gábor gróf elhatározta, hogy birtokára bevezeti a villamos energiát. A terveket Lenárduzzi János építési vállalata készítette. A gépészeti és elektromos berendezés a Ganz és Társa cégtől érkezett. A vízerőmű üzemvízcsatornás elrendezésű. A felvízcsatorna a Hernádon épített duzzasztómű felett a bal parton ágazik ki. 

Először 1906-ban az üzemvízcsatorna bal partján, a malommal szoros egységben, a malom meghajtását szolgáló turbinaházat építették meg. Később 1911-ben létesítették a tulajdonképpeni vízerőművel. Ekkor építették a jobboldali gépházat. Az energiatermelés 1911-ben indult 2 db 220 kW teljesítményű turbinával. A mai főépületet 1912. október 10-én helyezték üzembe.

A Miskolci Villamossági Részvénytársaság a Dr. Bárczay Gáborral kötött szerződés alapján 1911-ben megépítette és 1912-ben üzembe helyezte a Felsődobsza-Miskolc közötti 10 kV névleges feszültségű szabadvezetéket. Így az apró erőmű 1912-től már Miskolcra is szállította a villamos energiát. Felsődobsza községben a villamosenergia-közszolgáltatás csak 1913-ban kezdődött meg.

1923-ban az eredeti fafogazatú hajtómű kúpkerekeit  Citroen gyártmányú öntöttvas, ívelt nyílfogazatú kerekekre cserélték ki.

A duzzasztómű Felsődobsza község felett, a Hernád folyó medrében, egy éles kanyarban épült. Eredetileg tűsgát volt, ami az első világháborúban teljesen elpusztult. Helyette dr. Sabathiel Richárd tervei alapján 1924-ben új duzzasztóművet építettek. Ez 80 m hosszú és a 33. m-nél 147 fokos szögben megtörve, ék alakban zárja el a medret.

1929-ben, az ötven periódusra való áttérés alkalmával mindkét gépegységet a Ganz Gyár kivitelezésében jelentősen átalakították. Ezt követően negyven éven keresztül a gépek és berendezések kisebb javításoktól eltekintve kifogástalanul működtek.

Az 1945 utáni évtizedekben az erőmű az ÉMÁSZ tulajdonába került.

Az 1990-es évek elején - részben az elhasználódott gépi berendezések miatt, részben a teljesítmény és hatásfok növelése érdekében - felmerült az erőmű korszerűsítése. Az erőmű üzemeltetését 2004-ben a Sinergy Kft. vette át, és kezdte el vizsgálni az erőmű korszerűsítésének lehetőségeit.

Az erőművet 2009-ben műemlékké nyilvánították.

Száz évvel az üzembe helyezés után, 2011-ben a vízerőmű fő berendezéseinek cseréjével egybekötött teljesítménynövelő átépítés kezdődött, melynek köszönhetően az energiatermelő kapacitás a duplájára, 940 kW-ra növekedett.

Az erőmű több mint száz éves, emiatt a létesítmény ipartörténeti és építészeti értéket is képvisel. 2016 szeptemberében az erőmű eredeti berendezései felkerültek a megyei értéktárba, melyek ma is megtekinthetők Felsődobszán.